# Gohard de Nantes
Saint Gohard de Nantes (né à Angers) fut évêque de Nantes et seigneur de Blain, martyr en 843 avec ses compagnons.
Il est fêté le 24 juin.

## Biographie
Ce fut sous son épiscopat qu'eut lieu un fait d'armes important entre Francs et Bretons : la bataille de Blain de l'an 843.
Saint Gohard n'eut pas seulement à subir les conséquences de ces luttes entre Francs et Bretons. Il connut des ennemis plus terribles venus des pays scandinaves et qui déjà avaient ravagé le nord de la France : les Normands. Ceux-ci se présentèrent devant la ville de Nantes en 843, un mois après la défaite de Blain. Le jour de la fête de saint Jean Baptiste, saint Gohard célébrait la messe dans la cathédrale Saint-Pierre-et-Saint-Paul devant une nombreuse assistance de fidèles quand les Vikings firent irruption dans l'église, tuèrent le pontife et massacrèrent ses ouailles. La légende raconte que décapité, l'évêque reprit sa tête, et marcha jusque vers la Loire où un bateau l'emmena à Angers. Sa dépouille fut effectivement inhumée à la Collégiale Saint-Pierre de la ville dont il était originaire.
Dix ans après, les Normands remontèrent de nouveau la Loire, et cette fois incendièrent la ville. Pendant plus de cent ans, retranchés dans quelques îles du fleuve, ils ne cessèrent de dévaster le pays. Ils étaient un fléau si redoutable que l'Église de Nantes avait ajouté dans les litanies : de la fureur des Normands, délivrez-nous, Seigneur. Ce ne fut qu'en 939 qu'Alain Barbe-Torte les chassa définitivement du pays et ramena la paix dans les villes et les campagnes.
Gohard fut canonisé en 1096. La crypte romane de la cathédrale de Nantes lui est dédiée : elle a été réaménagée peu après sa canonisation pour accueillir ses reliques ramenées d'Angers. Une chapelle latérale lui est également dédiée dans la même cathédrale.

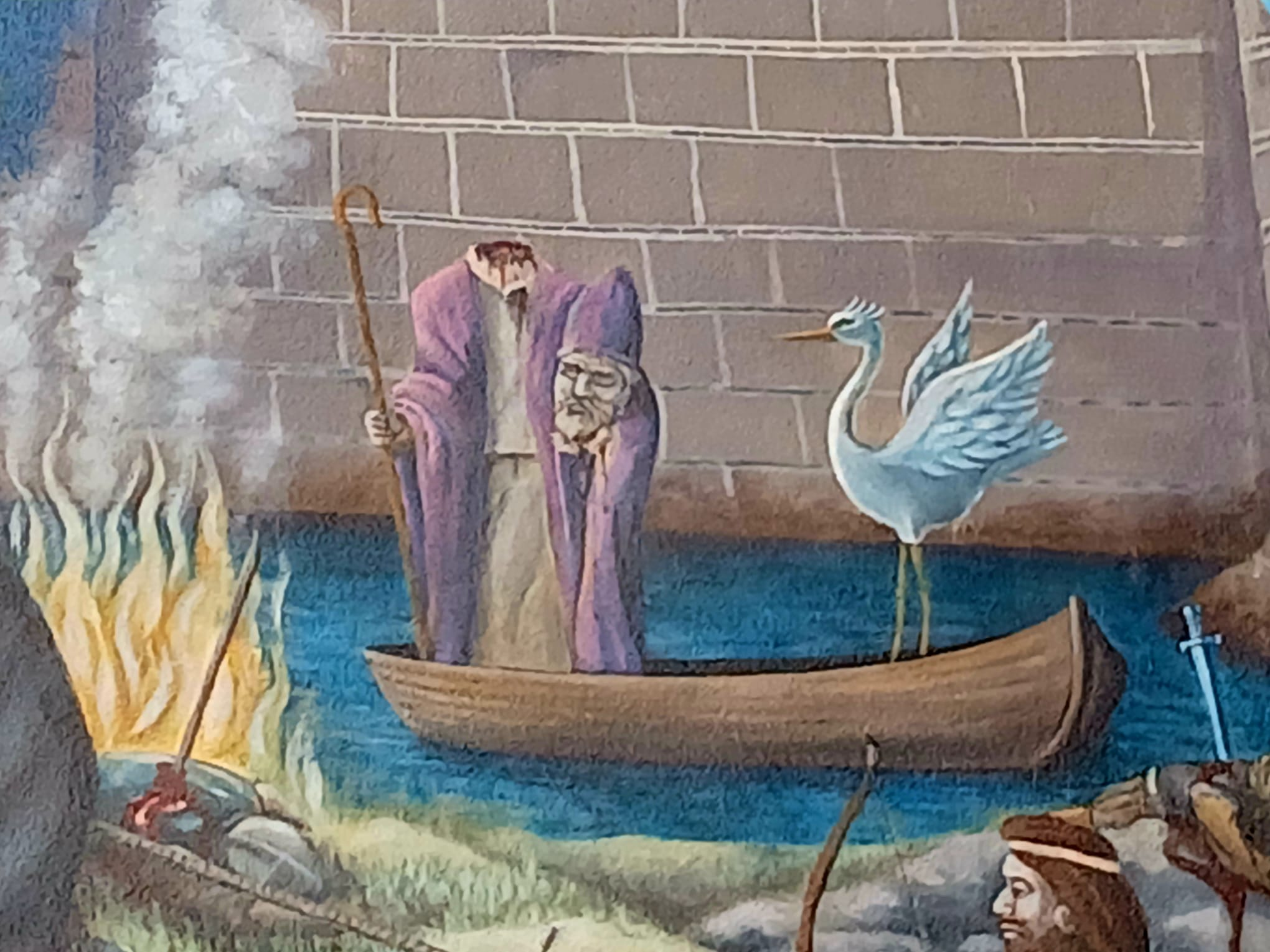
Gohard de Nantes, représenté sur Le Mur tombé du ciel.